# Túpolev Tu-2
El Túpolev Tu-2 (desarrollado como ANT-58 o Samolet 103S y con designación OTAN Bat) fue un bombardero medio bimotor soviético que realizó funciones de bombardero rápido diurno (SBD) y del frente (FB) durante la Segunda Guerra Mundial.

## Diseño y desarrollo

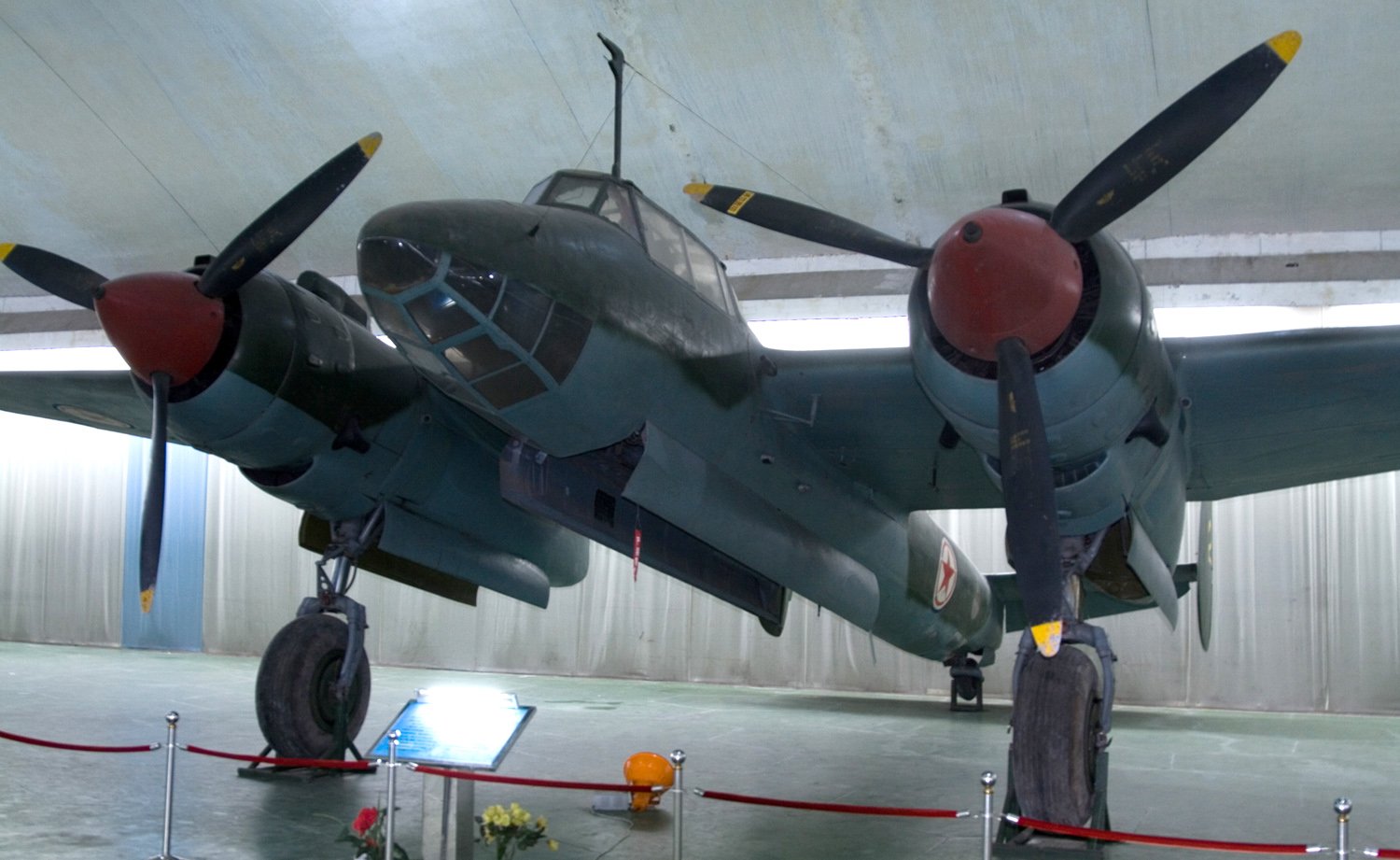
Un bombardero Tu-2 en el Museo de Aviación de China.

El Tu-2 fue creado para cumplir los requerimientos de bombardeo rápido y en picado, con una amplia bodega de bombas, y velocidad similar a los cazas monoplazas. Diseñado para desafiar al Junkers Ju 88, el Tu-2 tuvo resultados comparables, y fue producido en versiones de bombardeo, interceptación y reconocimiento.
Se autorizó la construcción de un prototipo que, montado con gran celeridad en las instalaciones experimentales del KB-103, estuvo listo, motores aparte, el 3 de octubre de ese mismo año. El diseño del prototipo Samolot 103 (Avión 103), o ANT-58, fue aprobado el 1 de marzo de 1940, poco antes de que concluyesen las hostilidades con Finlandia. Más tarde se desarrollaron versiones mejoradas como la 103U o ANT-59, y posteriormente se simplificó el diseño, dando lugar al 103V o ANT-60; finalmente, entraron en servicio como 103S o ANT-61 en noviembre de 1942, siendo redesignados a principios de 1943 como Tu-2.
Los trabajos habían sido dirigidos por S.P. Korolyev (que con los años destacaría en la concepción de misiles balísticos intercontinentales y de vehículos espaciales) y el ingeniero aeronáutico Robert Ludvigovich Bartini, un antiguo miembro exiliado del Partido Comunista italiano.
En el nuevo diseño no había trazas de radicalidad, pues se trataba de un aparato de ala media con una espaciosa bodega de armas por debajo de los planos. El ala, de tipo multilarguero, comprendía una sección central y paneles exteriores de planta trapezoidal, con frenos ranurados de picado accionados por actuadores eléctricos. El piloto se acomodaba algo por delante del borde de ataque alar y contaba con un visor con el que realizar las punterías de los dos cañones automáticos ShVAK (Shpitalny-Vladimirnov Aviatcionnaya Krupnokalibernaya) de 20 mm instalados en las raíces alares. Tras el piloto se hallaba el navegante, orientado hacia proa, que podía desplazarse hasta una posición en tendido prono en la sección delantera acristalada del fuselaje para efectuar los bombardeos en vuelo horizontal. Por detrás del ala, y separado de los otros dos tripulantes, se encontraba el operador de radio, a cuyo cargo se hallaban dos ametralladoras manuales de defensa trasera ShKAS (Shpitalny-Komaritski Aviatsionny Skorostrelnij) de 7,62 mm y otras dos ventrales similares, apuntadas mediante una mira periscópica. Los voluminosos motores Mikulin AM-37 de 12 cilindros y 1400 hp estaban limpiamente carenados, con los radiadores debajo, pero con los radiadores de aceite en las alas. Los flaps, de tipo dividido, los aterrizadores y las compuertas de la bodega de armas eran de accionamiento hidráulico; la unidad de cola era bideriva y, entre otros rasgos distintivos, presentaba hélices de velocidad constante y depósitos autosellantes, con capacidad para 2000 litros de combustible. El peso bruto del avión era de 10 990 kg.
El primer prototipo del ANT-63 se completó en la factoría GAZ-156 y realizó su primer vuelo de prueba el 29 de enero de 1941, pilotado por M. A. Nyukhtikov y llevando a bordo al ingeniero jefe, V.A. Miruts. El avión se demostró magnífico en todos los aspectos y las evaluaciones de factoría (en la GAZ-156, el aeródromo moscovita y la factoría asignada al TsKB-29) concluyeron el 28 de abril. Las pruebas oficiales comenzaron en junio, el mes de la invasión alemana. El TsKB-29 tuvo que ser evacuado a la GAZ-166 de Omsk; a finales de 1941, en el vuelo de regreso a la GAZ-156, el avión sufrió un incendio en el motor de estribor: Nyukhtikov consiguió saltar pero el paracaídas del ingeniero de vuelo, Akopyan, se enganchó fatalmente en uno de los empenajes verticales.
El 18 de mayo de 1941, Nyukhtikov y Miruts habían despegado en el Samolot 103U (por Ulushchyennyi, o mejorado), el ANT-59. Este aparato tenía la sección trasera del fuselaje alargada con cabida para un cuarto tripulante, que tenía a su cargo una única ametralladora ventral, mientras que el navegante se sentaba ahora espalda con espalda con el piloto y tenía encomendado el manejo de dos ametralladoras que disparaban por encima de las accionadas por el operador de radio. Entre otros muchos cambios se contaban los empenajes verticales agrandados, las hélices de mayor diámetro y la posibilidad de llevar 10 cohetes RS-82 en afustes subalares. Este avión de primerísima clase fue recomendado para la inmediata producción en serie, pero sufrió un retraso adicional (su desarrollo había sido largo) a causa del traslado apresurado a Omsk y, una vez más, por la poca fiabilidad de los AM-37. Túpolev estudió los AM-39F de 1870 hp, pero finalmente decidió que la elección más conveniente era la del soberbio radial Shvetsov M-82 (denominado posteriormente ASh-82), estabilizado en principio a 1480 hp. A pesar de que el nuevo motor obligó a la elaboración de 1500 nuevos planos en las circunstancias más adversas, el avión estaba de nuevo en el aire el 1 de noviembre de 1941.
El siguiente desarrollo fue el prototipo de serie Samolot 103V, volado por Vasyakin el 15 de diciembre de 1941 y simplificado al máximo para facilitar la producción masiva. El desarrollo prosiguió a primeros de 1942 con el Samolot 103S (por Seriinyi, o serie) o ANT-61. En realidad, cabe preguntarse el porqué de tantas modificaciones, con las que se consiguió un retraso de casi dos años antes de que el modelo apareciese en números significativos sobre los frentes de batalla. Los motores ASh-82FNV de 1700 hp fueron dotados con sistemas de inyección que permitían prolongadas g negativas, las armas móviles se cambiaron por ametralladoras pesadas UBT, los empenajes verticales fueron de nuevo agrandados y en el puesto de tiro ventral se abrieron tres ojos de buey a cada costado. Por entonces ya estaba listo el esquema de producción en grandes series; a principios de noviembre de 1942, los tres primeros aviones de producción fueron asignados al Frente de Kalinin, en cuyo seno el 3º VA (Ejército Aéreo) los probó en combate. Inmediatamente, esta unidad pidió más ejemplares.

### Convertido en Tu-2
Parece ser que la denominación Tu-2 fue asignada a este nuevo modelo durante el mes de enero de 1943. Eran tan sobresalientes las prestaciones generales del avión que, además de permitírsele ostentar el apelativo Tu de su creador, este y todo su equipo fueron puestos en libertad, lo que marcó un notable incremento en la eficiencia del programa. En junio de 1943, Andréi Túpolev recibió su primer Galardón de Stalin. El Tu-2 de serie tenía hélices diferentes, estaba desprovisto de rieles para cohetes, presentaba una proa modificada, bordes marginales desmontables y cambios importantes en el blindaje y en los sistemas auxiliares. No sólo se conservaron los cañones fijos de tiro frontal, sino que su emplazamiento y función eran tan adecuados que muchos cazas alemanes cayeron bajo el fuego de los Tu-2 que, al igual que la mayoría de los aviones soviéticos de primera línea, volaban la mayor parte del tiempo con los motores a pleno rendimiento. La carga máxima de bombas era de 3000 kg. Al concluir la guerra, sólo se habían entregado 1111 ejemplares, que alcanzaron los 2527 cuando cesó la producción en 1948. La OTAN bautizó a los Tu-2 y Tu-2S con el nombre codificado de "Bat".

## Variantes
"Samolot 103" (ANT-58)
Versión inicial triplaza. Velocidad máxima de 635 km/h a 8000 m (26 000 pies). Dos motores V12 refrigerados por líquido Mikulin AM-37 de 1044 kW (1400 hp), 1941.
"Samolot 103U" (ANT-59)
Rediseño para cuatro tripulantes (influenciado por el Junkers Ju 88). La velocidad máxima cayó a 610 km/h. Usaba los mismos motores que el ANT-58.
"Samolot 103V" (ANT-60)
Como el ANT-59, pero propulsado por motores refrigerados por aire Shvetsov ASh-82, después de que el AM-37 fuera cancelado.
"Samolot 104"
Tu-2S modificado como interceptor.
ANT-62T
Versión de torpedeo, evaluada y puesta en producción en 1947; desarrollado desde la versión Tu-2D; durante sus primeras pruebas se le conoció como Tu-2T.
ANT-63 (SDB)
Prototipo de bombardero diurno de alta velocidad.
ANT-64
Proyecto de bombardero pesado de cuatro motores de largo alcance desarrollado desde el Tu-2, cancelado en favor del Tu-4. También conocido como Tu-10.
ANT-66
Versión comercial del ANT-64.
ANT-67
Versión de largo alcance de cinco asientos, similar al ANT-62, pero propulsado por motores diésel Charomskiy ACh-30BF, 1946.
Tu-1 (ANT-63R)
Prototipo de caza de escolta triplaza basado en el Tu-10; apareció a finales de 1946.
Tu-2
Dos Shvetsov ASh-82 de 1081 kW (1450 hp) y refrigeración por aire, con mayor resistencia, 1942.
Tu-2D (ANT-62)
Versión de largo alcance de octubre de 1944, envergadura aumentada y cinco tripulantes. Propulsado por dos Shvetsov ASh-82FN de 1380 kW (1850 hp).
Tu-2DB (ANT-65)
Desarrollo del bombardero de largo alcance Tu-2D con motores Mikulin AM-44TK sobrealimentados de 2200 hp.
Tu-2F (ANT-64)
Versión especial de reconocimiento fotográfico.
Tu-2G
Modificación en transporte de carga de alta velocidad; podía llevar exteriormente vehículos ligeros.
Tu-2K
Solo dos aviones construidos para probar asientos eyectables.
Tu-2LL
Tu-2S modificados como bancadas.
Tu-2M (ANT-61M)
Designación probable de una versión de producción equipada con dos motores radiales ASh-83 de 1900 hp.
Tu-2N
Avión bancada de pruebas para el turborreactor británico Rolls-Royce Nene.
Tu-2R
Avión especializado de reconocimiento fotográfico.
Tu-2RShR
Prototipo con un cañón RShR de 57 mm en la sección delantera del fuselaje.
Tu-2S (ANT-61)
Propulsado por dos motores radiales Shvetsov ASh-82FN de 1380 kW (1850 hp), 1943.
Tu-2S RLS PNB-4
Prototipo secreto de caza nocturno, desarrollado bajo el liderazgo de la sección especial del NKVD de V. Morgunov y P. Kuksenko. Equipado con el radar soviético Gneiss 5 (Гнейс 5). Armado con dos cañones NS-45. Se cree que el desarrollo habría empezado en 1943. Precursor del Tu-1.
Tu-2Sh
Versiones experimentales de ataque a tierra. Se probaron dos variantes en 1944: una con un arma centrada de 76 mm y otra con una batería fija de 88 subfusiles PPSh-41 de 7,62 mm en la bodega de bombas, dirigiendo el fuego hacia delante en un ángulo de 30 grados. Otra versión con esta designación fue probada en 1946; esta poseía un armamento frontal que consistía en dos cañones NS-37 y dos NS-45.
Tu-2 Paravan
Dos aviones utilizados para evaluar equipos deflectores y cortadores de cables de globos cautivos.
Tu-2T (ANT-62T)
Versión torpedera, fue probada entre febrero y marzo de 1945, se envió a las unidades de la Aviación Naval Soviética.
Tu-2U
Versión de entrenamiento.
Tu-2/104
Interceptor todo tiempo equipado con radar, evaluado en 1944.
Tu-6
Prototipo de reconocimiento, 1946.
Tu-8 (ANT-69)
Última versión de bombardero de largo alcance basada en el Tu-2D, aparecida en 1947; armada con cinco cañones B-20, algunos operados a distancia desde centrales de tiro.
Tu-10 (ANT-68)
Prototipo de 1943 de un bombardero polivalente, con motores AM-39FN de 1850 hp, su producción en la posguerra ascendió a unos 50 ejemplares, con motores AM-42 de 2000 hp.
Tu-12
Prototipo de bombardero medio a reacción, 1947.
UTB (UTB-2)
Entrenador de bombardeo con motores Shvetsov ASh-21 de 515 kW (691 hp), creado por la Sujói OKB en 1946.

## Operadores

### Durante la Segunda Guerra Mundial
Unión Soviética
- Fuerza Aérea Soviética

### En la posguerra
Bulgaria
- Fuerza Aérea de Bulgaria

 China
- Fuerza Aérea del Ejército Popular de Liberación

 Corea del Norte
- Fuerza Aérea del Ejército Popular Coreano

 Hungría
- Fuerza Aérea Húngara

 Indonesia
- Fuerza Aérea del Ejército Nacional de Indonesia

 Polonia
- Fuerza Aérea de Polonia
- Armada de la República de Polonia

 Rumania
- Fuerza Aérea Rumana

 Unión Soviética
- Fuerza Aérea Soviética

## Especificaciones (Tu-2S)
Referencia datos: Enciclopedia Ilustrada de la Aviación Vol. 12 pag. 3018

### Características generales
- Tripulación: Cuatro
- Longitud: 13,8 m (45,3 ft)
- Envergadura: 18,9 m (61,9 ft)
- Altura: 4,6 m (14,9 ft)
- Superficie alar: 48,8 m² (525,3 ft²)
- Peso vacío: 7475 kg (16 474,9 lb)
- Peso máximo al despegue: 11 360 kg (25 037,4 lb)
- Planta motriz: 2× motor radial de 14 cilindros en doble estrella refrigerado por aire Shvetsov ASh-82FN.
  - Potencia: 1380 kW (1903 HP; 1877 CV) cada uno.

### Rendimiento
- Velocidad nunca excedida (Vne): 550 km/h (342 MPH; 297 kt)
- Velocidad máxima operativa (Vno):  a plena carga y cota media
- Alcance en combate: 1400 km (756 nmi; 870 mi) con 2500 kg de bombas
- Techo de vuelo: 9500 m (31 168 ft)
- Carga alar: 232,8 kg/m² (47,7 lb/ft²)

### Armamento
- Ametralladoras: 

  - 3x UBT de 12,7 mm, con cinta de 250 cartuchos por arma

- Cañones: 

  - 2x ShVAK de 20 mm en las raíces alares, con cinta de 100 proyectiles por arma
- Bombas: 1500 kg en bodega interna y 2270 kg bajo las alas

## Aeronaves relacionadas

### Desarrollos relacionados
- Túpolev Tu-1
- Túpolev Tu-8
- Túpolev Tu-12

### Aeronaves similares
- Dornier Do 217
- Junkers Ju 88
- de Havilland Mosquito
- Petlyakov Pe-2

### Secuencias de designación
- Secuencia ANT-_ (interna de Túpolev): ← ANT-46 - ANT-51 - ANT-53 - ANT-58 - ANT-59 - ANT-60 - ANT-61 - ANT-62 - ANT-63 - ANT-64 - ANT-65 - ANT-66 - ANT-67 - ANT-68
- Secuencia Tu-_ (interna de Túpolev): Tu-1 - Tu-2 - Tu-4 - Tu-6 - Tu-8 - Tu-10 -  Tu-12 - Tu-14 - Tu-16 →